# Petra María Pérez Alonso-Geta
Petra María Pérez Alonso-Geta (Camarma de Esteruelas, Madrid, siglo XX) es una investigadora española. Catedrática de Teoría de la Educación (perfil de Antropología de la educación) de la Universidad de Valencia, experta en educación y socialización de la infancia, desarrollo cívico y moral de la ciudadanía, y vicepresidenta del Consejo Valenciano de Cultura desde 2018.

## Biografía
Petra María Pérez fue premio extraordinario de licenciatura y tiene una amplia trayectoria académica en el ámbito de la educación. Es investigadora del Instituto de Creatividad e Innovaciones Educativas de la Universidad de Valencia, del que fue directora trece años (1989-2010). Fue consejera de la Fundación Española para la Ciencia y la Tecnología (FECYT). En 2009 fue miembro de la Coordinación Estatal del año Europeo de la Creatividad y la Innovación. En 2012 fue elegida académica correspondiente de la Real Academia de Ciencias Morales y Políticas. Ha sido miembro del Observatorio para la Convivencia escolar contra la violencia (Consejería de Educación), del Observatorio de Infancia y Familia (Consejería de Bienestar Social) y del Observatorio del Juguete. Es miembro y cofundadora del Grupo SI(e)TE EDUCACIÓN.
Parte de su labor investigadora se ha centrado  en analizar los contextos de socialización y educación  de la Infancia (familia, escuela, juego, literatura infantil,  tv) y  en la formación de la ciudadanía democrática. La democracia, entendida como  procedimiento de elección de la gobernanza de un pueblo, necesita de la formación de sus ciudadanos en los valores, creencias  y actitudes en su dimensión: social, moral y política, que les permitan alcanzar un comportamiento cívico moral adecuado, base de cualquier democracia avanzada.
Es miembro del consejo editorial y científico de numerosas publicaciones nacionales e internacionales sobre educación, y ha dirigido un gran número de tesis y proyectos de investigación.
El 5 de julio de 2018 fue nombrada como miembro de Consejo Valenciano de Cultura. Es vicepresidenta de la Fundación para la promoción del Arte Antonia Mir.

### Premios y reconocimientos
- Premio de Cooperación Universidad-Sociedad a la actividad investigadora (1997).[2]

- Premio del Committee for the Promotion of the Advanced Educational Research de la Universidad de Florencia (1992).[2][5]

- Premio Cañada Blanch de la Facultad de Filosofía y Ciencias de la Educación (1981).[5]

## Publicaciones
Ha realizado numerosas publicaciones en torno a la educación y socialización de la infancia, desarrollo cívico y moral, educación estética y antropología de la educación, recogiendo la amplia investigación en valores y estilos de vida de niños y jóvenes. Entre otras, ha publicado, las siguientes monografías:
- El niño de 0-3 años, Pautas de educación, Madrid, SM, 2015, 180 pp. ISBN: 978-84675052380.
- Infancia y familias: valores y estilos de educación (6-14 años) (dir.), Valencia, PUV, 2010, 154 pp. ISBN: 9788437077383.
- El niño de 3 a 6 años. Pautas de educación, Madrid, SM, 2007. ISBN: 9788467522105.
- El brillante aprendiz: antropología de la educación, Barcelona, Ariel, 2007, 232 pp. ISBN: 9788434426658.
- Valores y pautas de interacción familiar en la adolescencia (13-18 años), Madrid, Fundación Santa María, 2002, 266 pp. ISBN: 8434886537.
- Valores y pautas de crianza familiar: el niño de 0 a 6 años, estudio interdisciplinar, Madrid, Fundación Santa María, 1996, 223 pp. ISBN: 8434848198.
- “Hacer personas democráticas: supuestos teóricos y destrezas”. En Saber para hacer en educación. Grupo SI(e)TE. EDUCACIÓN, Santiago de Compostela, Andavira editora, 2020, 96-116pp. ISBN: 9788412188189.

### Libro homenaje
- Antonio J. Colom Cañellas y Carmelo Lisón Tolosana (eds.), Antropología, Cultura y Educación: Homenaje a la Dra. Petra Mª Pérez Alonso-Geta, Valencia, Tirant Humanidades, 2016.